# Scott Lang (Universo cinematográfico de Marvel)
Scott Lang es un personaje ficticio interpretado por Paul Rudd en el Universo cinematográfico de Marvel (UCM), basado en el personaje de Marvel Comics del mismo nombre y conocido comúnmente por su alter ego, Ant-Man. Se le representa como un ladrón convertido en superhéroe después de que se le concedió acceso a la tecnología y el entrenamiento de Hank Pym, específicamente el uso de un traje avanzado que le permite cambiar de tamaño, así como comunicarse con las hormigas. Es reclutado por Steve Rogers para unirse a los Vengadores. 
Después del Blip, Lang quedó atrapado en el Reino Cuántico, y escapa, sienta las bases para usar el viaje en el tiempo como un medio para deshacer las acciones de Thanos. Lang y los Vengadores logran obtener las Gemas del Infinito de líneas temporales alternativas y restauran los billones de vidas perdidas. Scott luego participa en la batalla final y victoriosa contra una versión alternativa de Thanos. Scott se reúne con su novia Hope van Dyne y su hija Cassie, mientras escribe una memoria de su vida. Después de quedar atrapado inadvertidamente en el Reino Cuántico, se encuentra con Kang el Conquistador y le impide escapar.
A partir de 2019, el personaje es una figura prominente del UCM, habiendo aparecido en cuatro películas desde su introducción en Ant-Man (2015): Capitán América: Civil War (2016), Ant-Man and the Wasp (2018), Avengers: Endgame (2019) y Ant-Man and the Wasp: Quantumania (2023), con referencias al personaje o fragmentos de material de archivo que aparecen en otras películas. El personaje también aparece en la serie animada de Disney+ ¿Qué pasaría si...?.

## Concepto, creación y caracterización

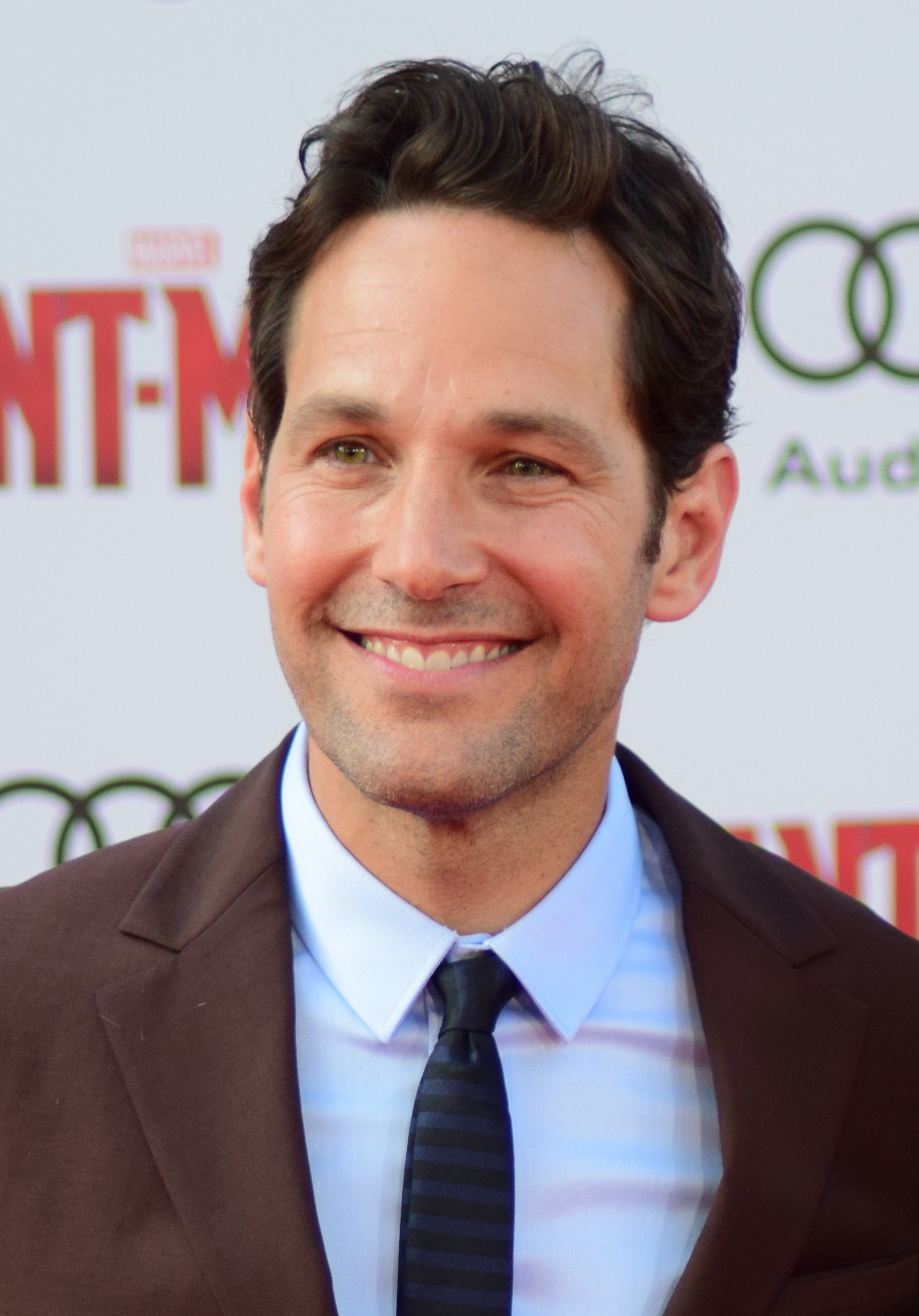
Paul Rudd es el actor que interpreta a Scott Lang (Ant-Man) en el UCM (2015-actualidad)

El personaje de Ant-Man fue creado originalmente por Stan Lee, Larry Lieber y Jack Kirby, apareciendo por primera vez en Tales to Astonish # 35 (septiembre de 1962). La identidad de Ant-Man fue usada originalmente por el científico Hank Pym después de inventar una sustancia que puede cambiar de tamaño. Pym decidió convertirse en un superhéroe después de que su primera esposa fuera asesinada por agentes corruptos de la policía secreta durante la Guerra Fría. Hank descubrió una sustancia química, que llamó Partículas Pym, que permitiría al usuario modificar su tamaño. Se armó con un casco que podía controlar a las hormigas y se reduciría al tamaño de un insecto para convertirse Ant-Man que resolviendo misterios, crímenes y deteniendo a los criminales. Pym compartió su descubrimiento con su nueva novia Janet van Dyne, quien se convirtió en su compañera de lucha contra el crimen, como The Wasp. El dúo se convertiría en miembros fundadores de los Vengadores, luchando contra enemigos recurrentes, incluida la propia creación robótica de Pym, Ultron. Scott Lang fue un ladrón que se convirtió en Ant-Man después de robar el traje para salvar a su hija Cassandra "Cassie" Lang de una afección cardíaca. Reformado del crimen, Lang pronto tomó una carrera de tiempo completo como Ant-Man con el aliento de Hank Pym. Se convirtió en afiliado de los Cuatro Fantásticos, y más tarde se convirtió en miembro de tiempo completo de los Vengadores.
A mediados de la década de 2000, Kevin Feige se dio cuenta de que Marvel aún poseía los derechos de los miembros principales de los Vengadores, que incluían a Ant-Man. Feige, un "fanboy" autoproclamado, imaginó crear un universo compartido tal como los creadores Stan Lee y Jack Kirby habían hecho con sus cómics a principios de los años sesenta. En 2005, Marvel recibió una inversión de $525 millones de Merrill Lynch, lo que les permitió producir de forma independiente diez películas, incluido Ant-Man. Edgar Wright había comenzado a desarrollar una película de acción en vivo basada en el superhéroe de Marvel Comics, Ant-Man con Joe Cornish en 2006. Sin embargo, el 23 de mayo de 2014, Wright y Marvel Studios emitieron una declaración conjunta anunciando que Wright saldría de la película debido a diferencias creativas. Según Wright, había sido contratado como escritor-director, pero se sintió infeliz cuando Marvel quería escribir un nuevo guion. En 2017, dijo: "La respuesta más diplomática es que quería hacer una película de Marvel, pero no creo que realmente quisieran hacer una película de Edgar Wright ... habiendo escrito todas mis otras películas, es algo difícil de mover "De repente te conviertes en un director a sueldo", estás menos comprometido emocionalmente y comienzas a preguntarte por qué estás allí, realmente".
Wright fue reemplazado por Peyton Reed como director, con Adam McKay y estrella Paul Rudd reescribió el guion. Él y Cornish recibieron créditos de guion y de historia, y Wright también fue acreditado como productor ejecutivo. Con respecto al reparto de Rudd, el productor Kevin Feige dijo: "Mire ese origen del pequeño sinvergüenza que entra en contacto con se pone un traje y hace todo lo posible para hacer el bien, y luego mira a alguien como Paul Rudd, que puede hacer cosas un poco desagradables como irrumpir en las casas de las personas y seguir siendo encantador y a quién enamora y cuya redención encontrará satisfacción". El director Peyton Reed comparó a Lang con el personaje de George Clooney, Danny Ocean, de Ocean's Eleven, dice: "Es un tipo que intenta crear una nueva vida para sí mismo y encontrar la redención". Rudd firmó un contrato de varias películas con Marvel, y Feige dijo que eran "tres [películas] más más para aparecer en otras cosas".
La primera aparición en pantalla del personaje en Ant-Man, dirigida por Peyton Reed, muestra a Lang como un ex-ingeniero de sistemas en VistaCorp y un pequeño criminal que se convierte en el sucesor de Hank Pym como Ant-Man, cuando Pym le permite adquirir el traje, eso le permite reducir su tamaño pero aumentar su fuerza. Lang luego emprende el viaje de un pequeño delincuente que se convierte en héroe luchando contra Darren Cross / Yellowjacket.
En Capitán América: Civil War, Lang es reclutado para luchar junto al equipo de los Vengadores del Capitán América, contra la facción de los Vengadores de Iron Man y los Acuerdos de Sokovia. Durante la batalla que sigue, revela que no solo puede encogerse usando las partículas Pym, sino que también puede crecer en proporciones de tamaño gigante, aunque hacerlo ejerce una gran presión sobre su cuerpo. El director de Ant-Man, Peyton Reed, había discutido el personaje y la forma en que la producción de Ant-Man había filmado ciertas secuencias con los hermanos Russo, diciendo: "Como estábamos haciendo [Ant-Man] y estábamos en la publicación y se estaban preparando". para ir a Atlanta para hacer la Guerra Civil, tuvimos muchas conversaciones ... Es importante porque existe esta continuidad que tiene que suceder en este universo". Sobre la decisión de hacer que Lang crezca para convertirse en Giant-Man en la batalla del aeropuerto, Feige dijo: "Fue una gran idea cambiar el rumbo de la batalla de una manera enorme, impactante e inesperada. Tenemos muchas ideas para [Ant-Man and the Wasp], ninguna de las cuales depende de revelar Giant-Man, por lo que pensamos que sería la forma inesperada y divertida de hacerlo". Anthony Russo agregó que la transformación fue la continuación del arco de personajes de Lang de Ant-Man, y dijo: "Está realmente impresionado con el Capitán América, solo quiere entregar y encuentra una manera de entregar donde podría romperse a la mitad, pero está dispuesto a hacerlo y funciona".
Rudd luego repitió su papel como Ant-Man en Ant-Man and the Wasp. En abril de 2017, el director Peyton Reed declaró que Scott Lang / Ant-Man también presentaria a su otro alter ego, Giant-Man, presentado por primera vez en Capitán América: Civil War, con un nuevo traje tecnológico. Después de los eventos al final de Capitán América: Civil War, en la que Lang escapa de la prisión de la Balsa, el director Peyton Reed dijo que "es un fugitivo en la mayor parte de la primera película de Ant-Man. Ahora es un fugitivo más grande". En la película, Lang está bajo arresto domiciliario por la vigilancia del agente Jimmy Woo después de los eventos del Capitán América: Civil War. Es liberado a manos de Hope van Dyne / Wasp, quien tiene una relación con él, para ayudar al Dr. Pym a crear un puente hacia el reino cuántico para encontrar a Janet van Dyne, y se enfrenta al criminal Sonny Burch y a la villana Ava Starr / Fantasma a manos de Bill Foster. Rudd estaba interesado en que Lang fuera una persona normal en lugar de "innatamente heroico o súper", y que lo impulsara su deseo de ser un padre responsable. En la escena posterior a los créditos, mientras intenta recolectar partículas cuánticas del reino cuántico, queda atrapado allí después de que Janet, Hank y Hope desaparezcan debido a las acciones de Thanos en Avengers: Infinity War.
Rudd repitió su papel en Avengers: Endgame. En una escena clave de la película, en la que los intentos de enviar a Lang a través del tiempo cambian drásticamente su edad, Lang es interpretado por los gemelos Bazlo y Loen LeClair como un bebé, por Jackson A. Dunn a los 12 años y por Lee Moore a la edad de 93. Esta fue la última película de Moore antes de su muerte en agosto de 2018. Markus McFeely explicó que agregar a Lang ayudó a implementar el viaje en el tiempo a la película y dijo que "teníamos acceso a él en la segunda película y el hecho de que estaba trayendo un subconjunto completo de tecnología que tenía algo que ver con un concepto diferente de tiempo fue como un regalo de cumpleaños".
En noviembre de 2019, se informó que Ant-Man and the Wasp: Quantumania será dirigida nuevamente por Peyton Reed y se espera que Paul Rudd regrese como Ant-Man / Scott Lang.

### Apariencia
Para ponerse en forma para el papel, Rudd trabajó con entrenadores y eliminó el alcohol, los alimentos fritos y los carbohidratos de su dieta. Rudd declaró que en su preparación para su papel, "básicamente no comi nada durante aproximadamente un año ... Tomé el enfoque de Chris Pratt para entrenar para una película de acción. Elimine cualquier cosa divertida durante un año y luego puede ser un héroe".
En Capitán América: Civil War, el traje de Rudd "es aerodinámico y de más alta tecnología" que el que se ve en Ant-Man.

## Biografía ficticia del personaje

### Primeros años de vida
Scott Lang se graduó del MIT con un título en ingeniería, pero se dedicó a la delincuencia para castigar al estilo de Robin Hood a una corporación que había estafado a sus clientes. Mientras estaba en prisión, su esposa Maggie lo dejó con su hija, Cassie.

### Convirtiéndose en Ant-Man
En 2015, tras su liberación de prisión, Lang se muda con su antiguo compañero de celda y mejor amigo, Luis. Visita a Cassie sin previo aviso, y Maggie y su prometido detective de la policía, Paxton, lo reprimen por no proporcionar manutención infantil. Incapaz de mantener un trabajo debido a sus antecedentes penales, Lang acepta unirse a Luis y su equipo, Dave y Kurt, y cometer un robo. Siguiendo una pista, Lang irrumpe en una casa y abre la caja fuerte, pero solo encuentra un viejo traje de motociclista, que luego se prueba, y se encoge accidentalmente al tamaño de un insecto. 
Aterrado, devuelve el traje a la casa, pero es arrestado y luego escapa de la cárcel con la ayuda del propietario, Hank Pym. Hank revela que anteriormente había operado como el superhéroe Ant-Man y había manipulado a Lang a través de un Luis sin saberlo para que robara el traje como prueba. Hank quiere que Lang se convierta en el nuevo Ant-Man para robar el traje Yellowjacket de su antiguo protegido, Darren Cross, quien ha realizado ingeniería inversa con la tecnología de partículas Pym de Hank. Hank y su hija Hope van Dyne entrenan a Lang para luchar y controlar hormigas. Hank revela que la madre de Hope, Janet, desapareció en un reino cuántico subatómico mientras desactivaba un misil nuclear soviético. Hank advierte a Lang que podría sufrir un destino similar si anula el regulador de su traje. Enviado para robar un dispositivo del complejo de los Vengadores, Lang pelea brevemente contra Sam Wilson, quien cree que es un intruso.
Lang, junto con su tripulación y un enjambre de hormigas voladoras, se infiltra en la sede de Pym Technologies mientras Cross organiza una ceremonia en el edificio para develar su perfeccionado traje Yellowjacket. Lang y Hope derrotan a agentes de Hydra que vigilaban el evento y detonan explosivos, implosionando el edificio. Cross se pone el Yellowjacket y toma a Cassie como rehén para atraer a Lang a una pelea. Lang anula el regulador y se encoge a un tamaño subatómico para penetrar el traje de Cross y sabotearlo para encogerse incontrolablemente, matando a Cross. Lang desaparece en el reino cuántico, pero logra revertir los efectos y regresa al mundo macroscópico. En agradecimiento por el heroísmo de Lang, Paxton cubre a Lang para mantenerlo fuera de prisión. Al ver que Lang sobrevivió y regresó del reino cuántico, Hank se pregunta si Janet está viva. Más tarde, Lang se encuentra con Luis, quien le dice que Wilson lo está buscando.

### Reclutado por Steve Rogers
En 2016, Lang es reclutado por Wilson para ayudar a Steve Rogers, quien se ha vuelto un fugitivo a raíz de la implementación de los Acuerdos de Sokovia. Clint Barton y Wanda Maximoff recogen a Scott y lo llevan a unirse a Rogers, Wilson y Bucky Barnes en el aeropuerto de Leipzig / Halle en Alemania, donde se enfrentan a Tony Stark, Natasha Romanoff, James Rhodes, T'Challa, Peter Parker y Visión. Durante la pelea, Scott usa su traje para crecer a un tamaño enorme, lo que permite que Rogers y Barnes escapen. Scott es derribado por Parker, Stark y Rhodes, y es capturado por Thaddeus Ross y enviado a la prisión flotante La Balsa junto con Wilson, Barton y Maximoff. Más tarde ellos son liberados por Rogers y Romanoff, y Scott, junto con Barton, negocian un trato con Ross y el gobierno de los EE. UU., recibiendo una pena de arresto domiciliario.

### Trabajando con Wasp
En 2018, mientras Lang está en arresto domiciliario debido a su participación en la violación de los Acuerdos de Sokovia, Pym y van Dyne logran abrir brevemente un túnel hacia el reino cuántico, creyendo que Janet van Dyne podría estar atrapada allí. Cuando había visitado previamente el reino cuántico, Lang, sin saberlo, se había enredado cuánticamente con Janet, y ahora recibe un aparente mensaje de ella.
Con solo unos días para que el arresto domiciliario termine, Lang contacta a Pym sobre Janet a pesar de la relación tensa que tienen debido a las acciones de Lang con los Vengadores. Hope y Pym secuestran a Lang, dejando un señuelo para no despertar sospechas del agente del FBI Jimmy Woo. El trío trabaja para construir un túnel cuántico estable para que puedan llevar un vehículo al reino cuántico y recuperarla. Arreglan para comprar una parte necesaria para el túnel al distribuidor del mercado negro Sonny Burch, quien se ha dado cuenta del beneficio potencial que se puede obtener de la investigación de Pym y los traiciona. Hope, vestida como Wasp, lucha contra Burch y sus hombres hasta que es atacada por una mujer enmascarada cuánticamente inestable. Lang intenta ayudar a combatir a este "fantasma", pero la mujer escapa con el laboratorio de Pym, que se había reducido al tamaño de una maleta.
El antiguo socio de Pym, Bill Foster, los ayuda a localizar el laboratorio, donde Fantasma captura al trío y se revela como Ava Starr. Su padre Elihas, otro de los antiguos socios de Pym, murió junto con su esposa durante el experimento que causó el estado inestable de Ava. Foster revela que Ava está muriendo y sufre un dolor constante como resultado de su condición, y planean curarla usando la energía cuántica de Janet. Creyendo que esto matará a Janet, Pym se niega a ayudarlos y escapa con Hope, Lang y el laboratorio.
Al abrir una versión estable del túnel, Pym, Hope y Lang pueden contactar a Janet, quien les da una ubicación precisa para encontrarla, pero advierte que solo tienen dos horas antes de que la naturaleza inestable del reino los separe durante un siglo. Lang se apresura a casa antes de que Woo pueda verlo violar su arresto domiciliario, pero Pym y Hope son arrestados por el FBI, lo que le permite a Ava tomar el laboratorio. Lang ayuda a Pym y Hope a escapar de la custodia, y encuentran el laboratorio. Después de una batalla con Ava y con Burch y sus hombres, Pym rescata a Janet y regresan sanos y salvos del reino cuántico, y Janet dona voluntariamente parte de su energía a Ava para estabilizarla temporalmente. Lang vuelve a casa una vez más, a tiempo para que un sospechoso Woo lo libere al final de su arresto domiciliario. 
Tiempo después, usando un túnel cuántico más pequeño construido en la camioneta de Luis, Hank, Janet, Hope y Scott planean recolectar partículas de energía cuántica para ayudar a Starr a mantenerse estable. Scott regresa al Reino Cuántico para la recolección, pero justo cuando está a punto de ser rescatado, Hank, Janet y Hope caen víctimas del Blip, atrapando a Scott.

### Ayudando a los Vengadores y atraco en el tiempo
En 2023, Scott es liberado del Reino Cuántico después de que una rata activara inadvertidamente el túnel cuántico, y se encuentra con la camioneta en un almacén. Tras enterarse del Blip, él corre a casa de Cassie y descubre que sigue viva y es cinco años mayor.
Scott conduce más tarde al complejo de los Vengadores, donde les explica a Romanoff y Rogers que solo experimentó cinco horas en el Reino Cuántico, teorizando que la tecnología cuántica de Hank podría servir para viajar en el tiempo. El trío visita a Stark en su casa para explicarle su plan de un "Atraco Temporal" para recuperar las Gemas del Infinito del pasado y usarlas para deshacer el Blip; Stark se niega al principio. Luego ellos se reúnen con Bruce Banner en un restaurante y él acepta ayudarlos. Sin embargo, sus primeros intentos de viajar en el tiempo fracasan, y Scott pasa de ser un bebé a un niño y un anciano. Stark llega más tarde para ayudar; logra crear un dispositivo para viajar en el tiempo.
Scott y los demás, junto con Thor, Rocket Raccoon, Nébula, Rhodes y Barton, idean un plan para enviarlos a todos al pasado. Scott viaja con Banner, Rogers y Stark a un 2012 alternativo durante la Batalla de Nueva York. Scott intenta robar la Gema del Espacio de un Stark alternativo, pero posteriormente la pierde ante un Loki alternativo. Scott lleva la Gema de la Mente al presente mientras Rogers y Stark viajan a un 1970 alternativo para recuperar la otra gema y más Partículas Pym.
Una vez que todos regresaron, Banner logró restaurar a las víctimas del Blip, pero un Thanos alternativo de 2014 llega y ataca el Complejo de los Vengadores. Scott, junto con una Hope revivida, se une a los Vengadores en una batalla. Scott luego asiste al funeral de Stark con Hope, Hank y Janet, y luego regresa a casa para pasar tiempo con Hope y Cassie.
Algún tiempo después, Lang le dio la tecnología Pym a Clint Barton para que la usara con sus flechas y también comenzó un podcast donde reveló detalles de la batalla contra Thanos.

### Encuentro con Kang el Conquistador
En 2025, Scott escribió y publicó un libro de memorias titulado Look Out for the Little Guy. En 2026, mientras camina por la ciudad, es reconocido y saludado por extraños y cuando va a cafeterías o restaurantes, los clientes de las tiendas u otras personas pagan por él. También ha mantenido una amistad con Woo. Después de firmar un libro en una librería, la policía de San Francisco lo notifica y va a la estación a buscar a Cassie, quien había encogido un coche de policía mientras intentaba ayudar a un campamento de personas sin hogar desplazadas por el Blip. Luego regresan a la casa de Pym y cenan, donde Cassie revela que ella, Hope y Hank han estado trabajando juntos en un satélite cuántico en el sótano.
Al abrir el satélite, se abre un portal y Hank y Janet son llevados al Reino Cuántico. Hope, Cassie y Scott también van tras ellos. Scott y Cassie se separan de los demás y se encuentran con diferentes especies de seres que viven en el reino cuántico. Se le dice a Scott que alguien lo está buscando debido a su asociación con Janet y finalmente es atrapado por soldados y Darren Cross, quien había sobrevivido a su encuentro anterior y se convirtió en un individuo mutante mejorado cibernéticamente con una cabeza de gran tamaño conocido como MODOK. Scott y Cassie son colocados en celdas de detención de la prisión y finalmente se encuentran con Kang el Conquistador.
Kang interroga a Scott y le revela que lo necesita para recuperar un núcleo de energía multiversal que alimenta su nave y que le permitirá escapar del reino cuántico. Scott inicialmente se niega, pero luego hace un trato con Kang para salvar la vida de Cassie. Mientras intenta obtener el núcleo multiversal, Scott se encuentra con muchas otras variantes de sí mismo. Scott, con la ayuda de Hope, reduce el motor a su tamaño normal.
Kang le quita a la fuerza el motor a Scott sin devolverle a Cassie, rompiendo el trato, y comienza a intentar escapar. Después de que Scott y Hope intentan defenderse, Kang los deja inconscientes. Hank aparece con hormigas que han vivido en el reino cuántico y, como resultado, se han vuelto mucho más inteligentes con su tecnología. Scott, Hope y Hank luego se dirigen al imperio de Kang para tratar de evitar que escape y salvar a Cassie y Janet.
Scott se involucra en una breve pelea con Kang hasta que las hormigas lo atacan, lo que le permite a Scott tener tiempo suficiente para evitar que la nave se encienda. Janet puede abrir un portal para que escapen, pero antes de que Scott pueda atravesarlo, se enfrenta a Kang. Kang domina a Scott, pero Hope lo salva y los dos golpean a Kang contra el motor, aparentemente matándolo. Scott y Hope luego se abren camino a través del portal y salen del reino cuántico.
Días después, Scott vuelve a la vida normal, pero se vuelve paranoico y recuerda cuando Kang le dijo que estaba evitando que sucediera algo peor y comienza a preguntarse si Kang está realmente muerto o si accidentalmente pudo haber causado que sucediera algo peor, sólo para que él felizmente lo ignorara, y asiste a una fiesta de cumpleaños para Cassie por las veces que se lo perdió en el Blip.

## Versiones alternativas
Una versión alternativa de Lang aparece en la serie animada What If...?, con Rudd retomando su papel.

### Brote de Zombis
En un 2018 alternativo, luego del regreso de Janet van Dyne y Hank Pym del Reino Cuántico, Lang es atacado y convertido en zombie por la pareja, que ha sido infectada con un virus zombie cuántico. Más tarde, Visión encuentra a Lang zombificado y lo lleva al Campamento Lehigh, donde lo cura con la Piedra de la Mente; sin embargo, Vision solo puede preservar la cabeza de Lang en un frasco. Cuando un grupo de supervivientes llega al campamento, Lang recibe la ayuda de la Capa de Levitación y escapa con Peter Parker y T'Challa a Wakanda.

### 1602
En un 1602 alternativo, Lang, Bucky Barnes y Rogers Hood trabajaron juntos y actuaron como un grupo tipo Merry Men. Después de detener un carruaje que transportaba a Loki, fueron recibidos por la Capitana Peggy Carter. Lang los acompañó a un pub, sin embargo, fue atacado por Sir Harold "Happy: Hogan, los Royal Yellowjackets y el Destructor que estaban en busca de Carter. Lang estaba molesto porque los Royal Yellowjackets le robaron sus técnicas de encogimiento. Después de escapar, Lang, Rogers y Barnes se reunieron con Carter, Tony Stark y Bruce Banner sobre un plan para salvar el universo de una incursión. Lang, Barnes, Rogers y Carter se disfrazaron y se infiltraron en el palacio de la corte del Rey Thor. Carter había agarrado el Cetro que llevaba la Piedra del Tiempo, se enteraron de que Rogers fue la causa de la incursión. Carter usó la Piedra para enviarlo de regreso, lo que también provocó que Lang y los demás regresaran a sus respectivos universos.

### Tormenta de probabilidad
En 2026, Tierra-616, Scott Lang, regresa al Reino Cuántico y Kang el Conquistador le encarga recuperar un núcleo de poder Multiversal usando sus discos de Partículas Pym. Cuando 616 Lang ingresa al nexo cuántico, se encuentra con una tormenta de probabilidades, donde se encuentra con infinitas variantes de sí mismo, con un Lang que nunca se convirtió en Ant-Man y solo fue un empleado de Baskin Robbins, y otro Lang en forma gigante que se convierte en espagueti.

### Víctima del Vacío
En otro universo, Scott Lang fue eliminado por la Autoridad de Variación Temporal y enviado al Vacío al Final del Tiempo, donde murió mientras estaba en su forma gigante. Sus restos esqueléticos fueron utilizados por Cassandra Nova y sus fuerzas como base.

## Diferencias con los cómics
En los cómics, Ant-Man (en la identidad de Hank Pym) es un miembro fundador de los Vengadores, mientras que en el UCM, Ant-Man no se involucra con los Vengadores en ningún momento hasta que Lang se asocia con Steve Rogers durante el eventos de Capitán América: Civil War. Lang en realidad no se convierte en Vengador hasta los eventos de Avengers: Endgame, ambientados cinco años después del Snap. Además, en los cómics, es Hank Pym, en lugar de Tony Stark y Bruce Banner, quien crea a Ultrón.

## Recepción
El consenso del sitio web del agregador de reseñas Rotten Tomatoes dice: "Dirigido por una actuación encantadora de Paul Rudd, Ant-Man ofrece emociones de Marvel en una escala apropiadamente más pequeña, aunque no tan fluida como sus predecesores más exitosos". Todd McCarthy de The Hollywood Reporter comentó: "Aunque la dinámica de la historia es fundamentalmente tonta y las cosas familiares, con su melodrama paralelo de padre e hija, son elementales, un buen elenco encabezado por un ganador Paul Rudd pone las tonterías de manera razonablemente desarmante". 
Para Ant-Man and the Wasp, el consenso crítico sobre Rotten Tomatoes dice: "Una película de superhéroes más liviana y brillante impulsada por el carisma sin esfuerzo de Paul Rudd y Evangeline Lilly, Ant-Man and The Wasp ofrece un limpiador de paladar MCU muy necesario". Simon Abrams de RogerEbert.com sintió que la película logró hacer malabares con sus muchas tramas secundarias mientras le daba al Lang de Rudd  un desarrollo decente del personaje. Peter Travers, escribiendo para Rolling Stone, le dio a la película 3 de 4 estrellas y elogió a Rudd y Lilly, al igual que Manohla Dargis en The New York Times, quien elogió a Rudd y sintió que Lilly encontró "su ritmo" en la película, mientras que Stephanie Zachareck, escribiendo para Time, pensó que la película tenía una acción razonablemente divertida y momentos destacados entre Rudd y Abby Ryder Fortson como la hija Cassie, pero sintió que el enfoque en Lilly como un mejor héroe que Rudd era "simplemente revisando cajas en nombre de la igualdad de género".
Richard Roeper del Chicago Sun-Times también elogió al elenco, especialmente a Rudd y Fortson, mientras que Ann Hornaday de The Washington Post calificó la película de "instantáneamente olvidable" y criticó su trama, pero aun así encontró la película agradable, especialmente elogiando a Rudd junto con la acción y los efectos.